# Тёмный кристалл: Эпоха сопротивления
«Тёмный кристалл: Эпоха сопротивления» (англ. The Dark Crystal: Age of Resistance) — американский кукольный веб-сериал жанра приключения и тёмное фэнтези, основанный на фильме Джима Хенсона 1982 года — «Тёмный кристалл». Сериал подробнее исследует вселенную данного фильма, выступая одновременно его приквелом. Основной сюжет завязан на том, что гельфлинги формируют восстание против скексисов в стремлении спасти родной мир от надвигающейся катастрофы. Выход сериала на сайте Netflix состоялся 30 августа 2019 года.
Сериал был создан с использованием кукол-аниматроников, это по состоянию на 2019 год самый дорогостоящий и масштабный проект с привлечением марионеток. Сеттинг и дизайн персонажей максимально приближен к фильму-первоисточнику 1982 года. Идея создать сериал исходила от того, что оригинальный фильм оставил после себя множество сюжетных дыр и «неразгаданных тайн». Сериал же призван существенно раскрыть подробности вселенной Тра и культуры гельфлингов. Определённое участие в команде создателей также принимали сценаристы, дизайнеры и кукловоды кинофраншизы о маппетах.
Сериал получил в целом признание критиков, которые назвали «Эпоху сопротивления» масштабным, красивым и эпическим шоу, «шедевром» кукольного искусства. История, по их мнению, в полной мере раскрывает сеттинг мира «Тёмного Кристалла». Одновременно марионетки были признаны и главным недостатком, так как они могут вызвать отторжение у потенциальных зрителей. Помимо прочего, критики указали и на неопределённость охвата целевой аудитории, вполне детский и наивный сюжет соседствует с жестокими сценами насилия и убийств.

## Сюжет
Действие происходит в волшебном мире «Тра», где обитают разные разумные существа, самые многочисленные из которых — полурослики гельфлинги. Они служат могущественным созданиям — бессмертным скексисам и верят в то, что те охраняют кристалл жизни, сохраняющий равновесие Тра. Однако никто не подозревает, что скексисы на деле, развращённые своей властью, уже долгое время пожинали силу кристалла, значительно ослабив его. В результате скексисы пришли к идее пожинать жизненную силу — «эссенцию» у самих гельфлингов, однако своим поступком они нарушили равновесие Тра, выпустив на свободу «потемнение» — опасную порчу, отравляющую землю, и сводящую с ума живых существ. Первым данную тайну узнаёт гельфлинг-страж по имени Риан, ставший свидетелем гибели его возлюбленной Миры, которая тоже была стражем, от рук скексисов. Он вынужден спасаться бегством, а скексисы объявляют его предателем и безумцем, которого надо поймать и наказать. Сюжет повествует параллельно о других героях — принцессах клана Вапра — Брее и Тавре, а также Дит — гельфлинге подземного клана Гроттан и сопровождающего её подлинга по имени Хап. По мере развития истории, пути героев сходятся вместе и они постепенно находят новых союзников в борьбе со скексисами.

## Персонажи
- Риан (англ. Rian) (Тэрон Эджертон) — один из главных героев. Гельфлинг из воинственного клана Стоунвуд. Он изначально служил охранником крепости скексисов, но однажды став свидетелем смерти его сослуживицы, сбежал. Несмотря на то, что скексисы объявили его предателем и сумасшедшим, Риану удалось донести до многих правду и стать во главе восстания.
- Брея (англ. Brea) (Аня Тейлор-Джой) — младшая из принцесс клана Вапра. Любознательная девушка и книжный червь. Она стремилась расшифровать полученные видения и вызывала раздражение у догматичных матери и сестёр, которые даже наказали её исправительными работами, вскоре она присоединилась к восстанию.
- Дит (англ. Deet) (Натали Эммануэль) — одна из главных героинь. Она из клана Гроттан, гельфлингов, живущих под землёй и от того обладающих бледной кожей и чутким зрением. Дит получила видение от «древа истины», которое предостерегло её о распространении «потемнения», которое убьёт всё живое в Тра по вине скексисов. Поэтому Дит отправилась на поверхность в поисках предотвращения страшного пророчества. Объединяется позже с остальными героями в борьбе со скексисами. Она получает силу древа истины и позже затемнения, однако в её смертном теле эта сила нестабильна и опасна.
- Мадра Фара (англ. Maudra Fara) (Лина Хиди) — глава клана Стоунвуд. Воинственная женщина, которая хотя сначала не поверила предостережениям Риана, но позже сыграла решающую роль в формировании сил восстания против скексисов.
- Гурджин (англ. Gurjin) (Харрис Дикинсон) — гельфлинг из клана Дренчен. Некогда хранитель кристалла и покоев скексисов, а также лучший друг Риана. Он первый узнал от него о коварных тайнах скексисов, за что был ими же заточён. Однако позже оказывается на свободе и вступает в восстание вместо со своей сестрой.
- Селадон (англ. Seladon) (Гугу Мбата-Роу) — принцесса клана Вапра и старшая дочь Аль-мадры. Она догматична фанатично предана скексисам, настолько, что отказывалась верить в их вероломство, предпочитая верить в то, что все вокруг неё вступили в сговор с целью свергнуть скексисов. Она долгое время выступала противницей главных героев, выступая важным союзником скексисов, пока не узнала горькую правду о них и в конце концов присоединилась к восстанию.
- Хап (англ. Hup) (Виктор Йеррид) — подлинг, находит в лесу Дит и решает помочь ей. Мечтает стать паладином и первым представителем своего вида. Влюблён в Дит, но эти чувства не взаимны.
- Аль-Мадра (англ. The All-Maudra) (Хелена Бонем Картер) — правительница клана Вапра. Она верно служила скексисам и отказывалась верить в то, что они помышляют злыми поступками. Однако, когда она наконец то приняла правду, была убита скексисами.
- Тавра (англ. Tavra) (Катрина Балф) — одна из принцесс клана Вапра, старшая сестра Бреи и младшая сестра Селадон. Позже присоединилась к главным героям в борьбе со скексисами, однако была схвачена ими. Её разум был порабощён аратимом — насекомым из улья, и она против воли выступала охранницей заключённых гельфлингов. Когда гельфлинги оказались на свободе, Тавра находилась слишком долгое время в симбиозе с насекомым, чтобы снова отделить от него свой разум и они добровольно остались «вместе». Тем не менее, она была убита скексисами.
- Мать Огра (англ. Mother Aughra) (Донна Кимболл) — «мать всего сущего». Антропоморфное растение, она бессмертна и «родилась старой». Не известно, сколько ей лет, но она родилась ещё когда мир Тра был молодым. Сначала она примирила растения и животных, значительно позже передала знания мира молодой расе гельфлингов, стоя у истоков формирования их культуры. Несколько столетий пребывала во сне, в то время, как её астральный дух путешествовал в космосе. Утверждает, что является воплощением Тра, и когда Тра плохо, то и Огра страдает. Может общаться с Тра, древом истины и кристаллом истины. Несмотря на свой скверный вид и характер, она преисполнена бесконечной мудростью и стремится помочь главным героям в борьбе со скексисами.
- Император/скекСо (англ. The Emperor (skekSo)) (Джейсон Айзекс) — глава скексисов. Жестокий и бескомпромиссный правитель. Его плоть разлагается, поэтому он особенно отчаянно желает жизненную эссенцию. Носит железный клюв, чтобы скрывать свои уродства.
- Казначей/скекСил (англ. The Chamberlain (skekSil)) (Саймон Пегг) — изначально правая рука скекСо, был однако отстранён от своей должности из-за ряда провалов. Он хитёр и дипломатичен, устраивает интриги и заговоры против своих собратьев за спиной императора, чтобы вернуть обратно свою власть.
- Генерал/скекВар (англ. The General (skekVar)) (Бенедикт Вонг) — правая рука императора после отстранения от этой должности скекСила, он глуповат и вспыльчив. Был в конце концов предательски убит скекСилом.
- Учёный/скекТек (англ. The Scientist (skekTek)) (Марк Хэмилл) — учёный скексисов. Именно он изобрёл машину, поглощающую жизненную энергию гельфлингов.
- Охотник/скекМал (англ. Hunter skekMal) (Ральф Айнесон) — сильнейший из скексисов. Вместо того, чтобы прятаться в крепости и плести интриги, предпочитает решать всё грубой силой. Он лично решил преследовать и вести охоту на мятежных гельфлингов. Погиб в конце первого сезона при решающей битве.
- Еретик/скекГра (англ. Heretic skekGra) (Энди Сэмберг) — скексис, живущей вместе с мистиком урГо в кругу солнц, в пустыне. Когда то был известен, как «завоеватель», он был жестоким предводителем, без колебаний убивающим своих врагов и расширяющим власть скексисов над Тра. Однако он единственный выступил за объединение сущностей скексисов и мистиков, за что был ими же объявлен предателем. СкекГра пришлось спасаться бегством и скрываться. Еретик выступает защитником Тра и её обитателей и помогает главным героям, объясняя пророчество о победе над скексисами.

## Список серий
| № | Название                                                               | Режиссёр    | Автор сценария                   | Дата премьеры   |
| --- | ---------------------------------------------------------------------- | ----------- | -------------------------------- | --------------- |
| 1 | «Конец. Начало. Всё равно.» «End. Begin. All the Same.»                | Луи Летерье | Джеффри Эддис и Уилл Мэтьюз      | 30 августа 2019 |
| Прошло тысячелетие с те пор, как скексисам было поручено охранять кристалл истины, гельфлинги и прочие обитатели Тра почитали их почти, как богов. Однако охранник по имени Риан становится свидетелем того, как скексисы убили его подругу, чтобы пожинать её жизненную энергию для поддержания бессмертия. Тем временем Дит из подземелья получает видение от древа истины и грядущем бедствии и отправляется на поверхность. |                                                                        |             |                                  |                 |
| 2 | «Теперь всё не так просто» «Nothing Is Simple Anymore»                 | Луи Летерье | Дж. М. Ли                        | 30 августа 2019 |
| Из долгого сна пробуждается мать Огра. Дит на поверхности встречает Хапа, который клянётся защищать её. Тем временем принцесса клана Вапра Брея в своих видениях увидела таинственный символ и всеми возможными способами стремится истолковать его, или найти у других ответ на свой вопрос. Она ищет ответа у старейшины Кадии из клана Сифа, однако ненароком стирает ему память. Тем не менее Оника, помощница старейшины тайно предлагает Брее ответ на её вопрос в обмен на ярчайший камень покоев Аль-Мадры. Тем не менее стирание памяти становится причиной дипломатического скандала. Разозлённая мать ссылает дочь на исправительный работы. Скексисы тем временем поручают отцу Риана найти сына-«предателя».                                      |                                                                        |             |                                  |                 |
| 3 | «Что было разрушено и уничтожено» «What Was Sundered and Undone»       | Луи Летерье | Вивиан Ли                        | 30 августа 2019 |
| Дит и Хап путешествуют в лесу и в результате перепалки с местными, Хапа задерживают. Риан безуспешно пытается донести правду о злодеяниях скексисов до Мадры Фары, но спасается бегством. Так, Риан встречается с Дит. Тем временем мать Огра прибывает к скексисам, не подозревая, что те уже давно пожирают силу кристалла и была ими же изгнана. Брея сослана в орден малой службы в качестве наказания, но сбегает оттуда. Вскоре она встречается с Таврой, которая была послана найти и схватить Риана. Брея тайно проникает в покои своей матери и крадёт «ярчайший камень» — куколку бабочки Юнамот. Оника наказывает Брее следовать за вылупившейся бабочкой, которая приводит юную принцессу обратно в Ха'рар, к тайному ходу под троном матери.      |                                                                        |             |                                  |                 |
| 4 | «Первое, что я помню — это огонь» «The First Thing I Remember Is Fire» | Луи Летерье | Саймон Расиоппа и Ричард Эллиотт | 30 августа 2019 |
| Дит освобождает Хапа из темницы клана Каменного леса, притворяясь монстром, испугавшем охранников. В Ха'раре Бреа пытается разгадать загадку тайной камеры, прежде чем понять, что иерархия клана Гельфлингов ложна. Брея пробуждает каменного гиганта, готового провести Брею туда, где «располагается ключ к победе над скексисами». Риан отдыхает в пивной, однако нарывается на Найю, Кайло, принцессу Тавру и своего отца, которые намереваются поймать героя, Однако Риан уговаривает их «сновидеться» с ним, чтобы те вычитали его воспоминания и узнали правду о скексисах. |                                                                        |             |                                  |                 |
| 5 | «Она знает все секреты» «She Knows All the Secrets»                    | Луи Летерье | Джеффри Эддис и Уилл Мэттьюс     | 30 августа 2019 |
| Риана выслеживают сами скексисы и захватывают его в плен, однако герою удаётся сбежать. Принцесса Брея пытается убедить Аль-Мадру и Селадон в том, что злодеяния скексисов — это правда, но безрезультатно. Тем временем Дит пытается добиться аудиенции с Аль-Мадрой, чтобы рассказать ей о распространении потемнения по всей Тра. В это время мать Огра вступает в духовный астрал и связывается со всеми героями через «сновидение», чтобы всех предупредить о том, что миру Тра грозит смерть, и только герои могут спасти его от скексисов. Селадон отказывается в это верить, поспорив с «прозревшей» матерью, сдаёт её скексисам, которые убивают Аль-Мадру.                                                                                           |                                                                        |             |                                  |                 |
| 6 | «Ударить с Гельфлингом по-рукам» «By Gelfling Hand ...»                | Луи Летерье | Кари Дрэйк                       | 30 августа 2019 |
| Правда о злодеяниях скексисов, подобно пожару распространяется среди гельфлингов. Главные герои поминают смерть Аль-Мадры и отправляются в пустыню, следуя за каменным гигантом в поисках круга Солнц, где располагается ответ на вопрос, как свергнуть власть скексисов. Тем временем Селадон пытается убедить остальных старейшин кланов присягнуть ей на верность в борьбе с мятежниками, однако не встречает однозначной поддержки. Скексисы предлагают аратимам — улью насекомых, службу в обмен на возвращение им подземелья, отобранного когда то скексисами. Однако скексисы умолчали о том, что подземелье поражено «потемнением». |                                                                        |             |                                  |                 |
| 7 | «Время сделать первый шаг» «Time to Make ... My Move»                  | Луи Летерье | Хавьер Грильо-Марсуа             | 30 августа 2019 |
| Герои прибывают в круг Солнц, где встречают доброго скексиса-еретика по имени скекГра, живущим вместе с мистиком по имени урГо. Они раскрывают истину о происхождении своих рас, о том, что скексисы и мистики были когда то единой инопланетной расой — урсКеками, которым мать Огра доверила хранение кристалла истины. Однако в результате экспериментов, каждый урсКек разделился на две сущности — хаотичную сущность скексиса и мирную сущность — мистиков. СкекГра единственный пытался убедить скексисов стать снова единым целым с мистиками, но был за это изгнан. Мадра Фара вместе с кланом Гроттан начала готовить восстание против скексисов, но была атакована полчищем насекомых. На главных героев напал скекМал, похитивший принцессу Тавру. |                                                                        |             |                                  |                 |
| 8 | «Пророки не знают всего» «Prophets Don't Know Everything»              | Луи Летерье | Саймон Расиоппа и Ричард Эллиотт | 30 августа 2019 |
| Риан и Дит отправляются в подземелье, в поисках меча, способного победить скексисов. Однако сталкиваются там с аратимами, захватившими всех гроттанов. Тем не менее из-за «потемнения», местные животные убивают и аратимов. Главные герои доносят до насекомых, что скексисы обманули и их, поэтому аратимы решают объединиться с мятежниками против скексисов. Тем временем скексисы решают, что Селадон не приносит им пользы и решают её заточить вместе с другими гельфлингами. Только тогда Селадон осознаёт свою ошибку. Древо истины, погибающее из-за потемнения, решает отдать остатки своей силы Дит. |                                                                        |             |                                  |                 |
| 9 | «Кристалл зовёт» «The Crystal Calls»                                   | Луи Летерье | Маргарет Данлэп                  | 30 августа 2019 |
| СкекМал после стычки с главными героями смертельно ранен и даже эссенция не способна излечить его. Мать Огра, осуществляя некий план предлагает пожертвовать собой, чтобы излечить скекМала. Риан и Дит находят поочерёдно обе части меча, способного свергнуть скексисов. Аратимы помогают освободить оставшихся гельфлингов из тюрьмы, их преследуют скексисы и убивают принцессу Тавру |                                                                        |             |                                  |                 |
| 10 | «Один кусок был утерян» «A Single Piece Was Lost»                      | Луи Летерье | Джеффри Эддис и Уилл Мэттьюс     | 30 августа 2019 |
| Кланы и главные герои объединяются вместе, чтобы столкнуться в решающей битве со скексисами. Сначала погибает скекВар, смертельно раненный Рианом в честном бою и затем предательски убитый скекСилом, также погибает скекМал, после того, как его странник-двойник кончает самоубийством, после чего из его бездыханного тела возрождается мать Огра. Оставшиеся скексисы сбегают в крепость. |                                                                        |             |                                  |                 |

## Создание

### Предыстория
Сериал представляет собой приквел фильма «Тёмный кристалл» 1982 года, дизайн персонажей, декорации и история вселенной были созданы на основе данного фильма. Режиссёрами оригинального фильма выступали Джим Хенсон и Фрэнк Оз. Изначально идея создать кукольный фильм с элементами тёмного фэнтези пришли Джиму Хенсону, после того, как он увидел серию «Земля Горча» сериала Saturday Night Live 1975 года выпуска, в сюжете которого также присутствовал внеземной мир с нечеловеческими созданиями. По словам содиректора Фрэнка Оз, Хенсон стремился вернуться во тьму оригинальных сказок братьев Гримм, заметив, что детям «вредно никогда не бояться». В первоначальном сценарии, действие происходило в мире под названием «Митра», лесистой местности с говорящими горами, гулящими волунами и гибридами растений и животных. Изначально сюжет затрагивал злую расу под названием рептус, пришедшею к власти в результате государственного переворота. Против рептус восстала аборигенная раса евназов, возглавляемая Малкольмом Мудрым. Последним оставшимся в живых авназом был сын Малкольма Брайан. Мир Митра был впоследствии переименован в Тра из-за схожести с названием персидского божества. Философские подтексты были вдохновлены писаниями американской нью-эйдж-писательницы Джейн Робертс. Основные сцены снимались в Северо-Шотландском нагорье и регионах Англии.
Изначально скексисы должны были разговаривать на искусственном языке в сопровождении английских субтитров, создатели при работе над языком вдохновлялись древнеегипетским языком. Тем не менее данная идея была отброшена, после того, как на тест-показах, зрителям не понравилось читать субтитры и отвлекаться от происходящего на картинке. Язык подлингов создавался по образу сербохорватского, русского и польского языков.

### Подготовка и производство
Сериал задумывался как продолжение фильма «Тёмный кристалл» (1982) и должен был называться «Сила тёмного кристалла». Идейными вдохновителями сериала стали Лиза Хенсон, дочь режиссёра оригинального фильма, и Луи Летерье. Режиссёр заметил, что хотя фильм 1982 года не снискал массовую популярность, он сумел собрать вокруг себя достаточно верных фанатов, которые с детства мечтали увидеть фильмы-продолжения. Основной состав, принявшийся работать над сериалом, а также актёры озвучивания сами являются фанатами оригинального фильма, в него даже вошли некоторые участники создания фильма 1982 года.
Производством сериала занялись ещё в начале 2010-х годов, однако ему было суждено пройти через производственный ад. В 2012 году режиссёр Луи Летерье выразил желание привлечь к проекту компанию Jim Henson Productions после выпуска их фильма «Битва титанов» в 2010 году. Раннее, другие крупные компании отказывали в предложении Летерье, так как с его слов «у них на уме были только „трансформеры“ и многие руководители никогда не слышали о „Тёмном Кристалле“». Именно в данный период Летерье решил снять приквел, а не продолжение фильма из-за богатства материала, доступного в многочисленных заметках Джима Хенсона и Фрэнка Оз о событиях, предшествовавших созданию оригинального фильма . 
| Лиза Хенсон | Луи Летерье |
| Проектом руководили режиссёр Луи Летерье и продюсер Лиза Хенсон — дочь Джима Хенсона, режиссёра оригинального фильма «Тёмный Кристалл». |             |

Ещё до того, как проектом заинтересовалась Netflix, The Jim Henson Company настаивала на том, чтобы сериал снимался с применением компьютерной графики или живых актёров, опасаясь, что аниматроники, существовавшие только в пределах жанров комедии и ситкома, отпугнут потенциальных зрителей. Тем не менее продюсер Лиза Хенсон настаивала на том, что именно аниматроника делала историю «Тёмного Кристалла» уникальной и без неё сериал потерял бы свою идентичность. На определённой стадии, команда проделала определённую работу над компьютерными анимациями, также на ранней стадии проекта существовала идея применить рисованную анимацию, сделав сериал похожим на «Аватар: Легенда об Аанге».
Проект был в конечном итоге продан Netflix после того, как Летерье нашёл руководителя студии, разделявшего энтузиазм команды по поводу оригинального фильма. Так как финансирование со стороны Netflix подразумевало большую творческую свободу, создатели вновь принялись бороться за право «оживлять» персонажей с применением кукол, тем не менее даже Netflix выражали сомнение по поводу целесообразности использовать марионеток. В какой то момент чуть не было принято решение соединить использование кукол и компьютерную графику, где скексисы выступали бы куклами, а гельфлинги были бы созданы с помощью компьютерной графики. Тем не менее создатели были по-прежнему не довольны таким исходом, они разработали алгоритм дополненной реальности, позволяющей частично оживлять мимику марионеток гельфлингов. В итоге Netflix и Henson Company согласились снять сериал исключительно с куклами.
Для сериала использовались 20 марионеток в качестве главных героев и злодеев, а также около 90 марионеток второстепенных персонажей. Каждый гельфлинг управлялся двумя кукловодами (вместо четырёх в оригинальном фильме). Это также стало возможным благодаря механизации части движений марионеток с применением удалённого контроллера Wii. В съёмках принимали участие около 80 лучших кукловодов Великобритании и США. Два человека удерживали одну марионетку, управляя её движениями. Летерье стремился передать движениям кукол больше реалистичности. Как правило сцены с марионетками статичны, режиссёр же требовал от кукловодов передвигаться под сценой, таким образом имитируя правдоподобное передвижение кукол. Каждую сцену с марионетками снимали две или три камеры одновременно, что создавало дополнительную трудность для кукловодов, которым необходимо скрываться от камеры. Более крупные марионетки скексисов управлялись спрятанными под мантиями людьми, которые рукой двигали головы «грифов». Так как кукловод не мог ничего видеть, у него перед лицом крепился планшет, позволяющий видеть сцену.

### Сценарий
Продюсер сериала Лиза Хенсон определила «стену судьбы» из оригинального фильма как «трамплин»: «Что это была за культура? Что было потеряно? Что представляла собой таинственная и прекрасная цивилизация гельфлингов?». Она заметила, что оригинальный фильм изобиловал сюжетными дырами и недосказанными деталями. Это оставалось причиной разочарования для многих фанатов. В качестве сценаристов были привлечены Джефф Аддис, Уилл Мэтьюз и Хавьер Грильо-Марсуа, все они являются поклонниками фильма «Тёмный кристалл».
Джеффри Аддис, один из авторов сценария заметил, что «для многих людей на площадке работа над „Эпохой сопротивления“ стала исполнением их мечты детства». Хавьер Грильо-Марсуа, другой сценарист заметил, что он его коллеги ставили перед собой цель создать сложную и всеобъемлющую историю со многими героями, с их богатым внутреннем миром. «Фильм 1982 года, эта типичная история о герое, с довольно архетипическими персонажами. Это работает с коротким фильмом, но для десятичасового шоу требуется гораздо больше истории, и сложно в этой ситуации удерживать внимание зрителя, если это не ребёнок в возрасте до двух лет». Используя большое количество героев из разных наций и слоёв общества, сценаристы ставили перед собой цель больше раскрыть мир и культуру Тра. Помимо этого сценаристы решили вплести в канон также и сюжет романов, выпущенных после оригинального фильма.

### Дизайн и графика
Создатели изначально задумывали сериал, как марионеточное шоу, поэтому задача команды состояла в использовании марионеточных кукол и созданных в ручную декораций. Компьютерная графика применялась для придачи визуальной красоты окружающего пространства, исправлении неточностей, в экшен-сценах и при полёте, где использование кукол было не возможно. Луи Летерье хотел досконально следовать канонам старого фильма, поэтому дизайн эльфлингов, скексисов, вещей и декораций был воссоздан максимально идентично, для чего команда собирала оставшиеся от фильма 1982 года реквизиты, их изображения, концепт-арты. Тем не менее новые копии выглядели совершеннее, во многом благодаря тому, что детали лица и рук можно было напечатать с помощью 3D-принтера.
Марионетки для сериала были изготовлены ещё в начале 2017 года в мастерской Джима Хенсона, в Лос-Анджелесе, затем были экспортированы в студию Langley Studios в пригороде Лондона. Над дизайном персонажей работали Дейв Гёльц, один из создателей-ветеранов шоу «Маппеты» и Брайан Фрауд, некогда выступавший дизайнером персонажей оригинального фильма 1982 года. При создании локаций, дизайнеры вдохновлялись многими произведениями жанра фэнтези, в том числе «Игрой Престолов», или «Аватар: Легенда об Аанге». Все локации создавались в ручную, площадь декораций занимала несколько десятков метров в ширину, размером с небольшое здание, из-за своих размеров локации собирались и разбирались, по этой причине создатели снимали сразу же все необходимые для 10 серий сцены в определённом месте. Всего для сериала было создано около 70 таких сцен, работа над ними порой шла месяцами, так как команда должна была максимально проработать детали локаций, «вплоть до отдельных травинок». В конце концов цель создателей заключалась в том, чтобы зритель не замечал искусственности локаций.
Создатели заметили, что непохожесть персонажей и его мира на землю, разнообразие культур гельфлингов призвано завоевать симпатию к миру «Эпохи сопротивления» зрителей из самых разных стран, по этой же причине сериал был официально дублирован на 33 языках, в том числе и на русском.
Над дизайном персонажей изначально оригинального фильма работал Брайан Фрауд. Персонажи в фильме — сложные марионетки, и ни одни из них не являются конкретными земными созданиями или людьми. Создавая скексисов, Брайан вдохновлялся идеей семи смертных грехов, один или несколько скексисов представляли воплощение одного из главных пороков. Изначально скексисы должны были быть похожи на глубоководных рыб, но затем им были приданы черты «частично рептилий, хищных птиц и драконов», одежда каждого скексиса отражала его работу и личностные черты. Мистики создавались, как существа, связанные с миром природы. Хенсон намеревался передать идею о том, что они были очищены от всех материалистических побуждений, но не способны действовать в реальном мире. Над дизайном гельфлингов работала Венди Миденер. Они должны быть самыми человечными существами в фильме, и поэтому их движения, особенно их походка, должны были быть максимально реалистичными.

### Возможное продолжение
В интервью от 2019 года сценаристы Джеффри Эддис и Уилл Мэтьюз заметили, что с радостью продолжили бы работать над вторым сезоном «Эпохи сопротивления» и ждут когда Netflix даст добро на работу над вторым сезоном. Мэтьюз заметил, что создатели смогли бы раскрыть новые подробности вселенной Тра и, что у них уже подготовлен основной сценарий на второй сезон. Однако в сентябре 2020 года стало известно о закрытии сериала. В качестве основной причины указывалась его низкая популярность. При этом, что нетипично для Netflix, известие об отмене появилось через год, а не месяц, что намекало на имевшиеся разногласия между создателями сериала и руководством Netflix, которые так и не были решены по истечении года. В  свою очередь создатели «Тёмного Кристалла» обещали показать дальнейшее развитие сюжета иным способом, например через книги.

## Музыка и озвучивание
Композиторами музыкального сопровождения выступили Дэниел Пембертон и Сэмюэл Сим. Режиссёр Луи Летерье заметил, что хотел найти человека, который подошёл бы к музыке также ответственно, как он сам к сериалу. Летерье хотел наполнить серии эпической оркестровой музыкой, но с мотивами фольклорной, племенной мелодии. Сам Даниел, работая над музыкальным сопровождением заметил, что хотел отразить в оркестровом сопровождении всё волшебство и опасность мира «Тра», чтобы музыка была органичной, несовершенной, странной, мистической, потусторонней и прекрасной. «Я хотел создать новые звуки, которые чувствуются, как будто они исходят из самого мира, а также использовать тематические крупномасштабные оркестровые элементы, чтобы вызвать эмоции у зрителя, когда те наблюдают за путешествиями персонажей. Я хотел создать музыку и звуки, способные наполнить зрителя не только изумлением, но и страхом».
Для композитора было принципиально, чтобы мелодии ощущались максимально естественно, поэтому Дэниел исключил использование фортепьяно и электронной музыки в оркестре. Основными инструментами в оркестре выступали флейты, кларнеты, тубы, басовые тромбоны. Виолончели и никельхарпы, которые также пропускались через гитарные усилители для придания необычности звучания. Также для достижения оригинальных звуковых эффектов использовались «немузыкальные» звуковые дорожки, например щебетания сверчков, частота которых была на столько понижена, то в результате образовывались необычные и странные звуковые эффекты. Для темы подлингов использовались флейты, а тематическая музыка скексисов наоборот отражала их гротескность и уродливость, в ней применялось глиссандо виолончели или набор хаотичных звуков из бокалов, деревянных барабанов и металлических цепей.
Для озвучивания персонажей были приглашены множество именитых американских и британских актёров, например Тэрон Эджертон, Аня Тейлор-Джой, актёры из сериала «Игры Престолов» — Натали Эммануэль и Лина Хиди, актёр из Звёздный Войн — Марк Хэммил. Актрисы Хелена Бонем Картер, Алисия Викандер и другие.
Дистрибуцией саундтреков занималась компания Music.Film. 30 августа 2019 года в интернете стали доступны цифровые версии двух альбомов музыкального сопровождения к «Эпохе Сопротивления» — «The Dark Crystal: Age Of Resistance, Vol. 1»
и «The Dark Crystal: Age Of Resistance, Vol. 2».
| |  |  |  |  |  |
| Актёры и актрисы озвучивания, слева направо: Тэрон Эджертон (Риан), Натали Эммануэль (Дит), Марк Хэммил (скекТек), Хелена Бонем Картер (Аль-Мадра), Аня Тейлор-Джой (Брея) и Лина Хиди (Мадра Фара) |  |  |  |  |  |

## Восприятие критикой
Сериал в целом получил признание критиков, доля положительных отзывов на сайте-аггрегаторе Rotten Tomatoes составляет 86% со средней оценкой в 8.55 из 10 баллов на основе 66 обзоров. Консенсус критиков гласит, что «Эпическая фантастическая история угождает старым фанатам и привлекает новых. „Эпоха восстания“ превосходно раскрывает подробности вселенной „Тёмного кристала“, порождая вокруг сеттинга новые мифы, при этом не теряя свою человечность в сердце истории». По данным сайта Metacritic, средняя оценка сериала составила 85 баллов из 100 на основе 18 обзоров.
Критик сайта IndieWire назвал сериал наполненным живой силой и мистической атмосферой, образцом высшего фэнтези и даже несмотря на то, что в качестве героев используются аниматроники. Гельфлинги вызывают очарование и сочувствие, в то время, как скексисы являются воплощением ночных кошмаров. В целом критик назвал историю ошеломляющим и потрясающем достижением искусства и мастерства, каждая сцена наполнена мелкими деталями и сочными красками. Критик считает, что сериал идеально балансирует между серьёзностью, юмором и мрачными элементами. Мэтт Фейджерхом с сайта Rogerbert также назвал сериал одним самых грандиозных эпических шоу и шедевром аниматроники, отражающим гуманистическую философию Джима Хенсона. Мэтт Золлер Сейц с сайта Vultrue Также высоко оценил сериал, заметив, что «„Эпоха Сопротивления“ подобна огромному десятичасовому магическому шоу, охватывающему самые удивительные детали. Это в целом ошеломляющее художественное достижение и радостное продолжение традиции Хенсона».
Эрик Марабл назвал Эпоху восстания идеальным семейным шоу, подходящим, как и для взрослых, так и для детей, и он идеально удовлетворит ожидания старых фанатов фильма 1982 года, так как закрывает многочисленные сюжетные дыры старого фильма. Александр Стрепетилов с сайта Мир Фантастики, заметил, что «„Эпоха сопротивления“ это не бездумный ремейк, не деконструкция классической истории и не высосанный из пальца сиквел. Это предыстория, которой так не хватало фильму, поданная через призму современного повествования с несколькими сюжетными линиями и развитием персонажей». Критик отдельно похвалил персонажа Мать Огру, назвав её самой харизматичной героиней сериала, более активной и вменяемой версией мастера Йоды из пятого эпизода. Также он заметил, что скексисы стали главным украшением сериала, которые «крадут экран», отдельно выделяется характерная ухмылка и звук самолюбования Казначея. В это же время гельфлинги выглядят слишком наивными, однако разнообразие их культур подкупает зрителя.
Более сдержанный отзыв оставил Джейк Сил с сайта The Guardian, который заметил, что заметно, как создатели крайне ответственно подошли к истории и окружающим деталям сериала, а в проект были вложены масштабные денежные средства. С одной стороны это станет настоящим праздником для фанатов маппет-шоу, с другой стороны зрителя может преследовать постоянно чувство нелепости от происходящего на экране, гельфлинги начисто лишены мимики и похожи на «ботексных троллей». Помимо прочего критик заметил, что данное шоу изобилует слишком мрачными и жестокими сценами, чтобы считаться шоу для детей. Одновременно история выглядит слишком детской и наивной для взрослого зрителя. Похожую проблему заметил и критик «Мира Фантастики», заметив, что с одной стороны сериал демонстрирует шокирующие сцены смертей персонажей, которые соседствуют с нарочито детскими сценами.
Глен Уэлдон с сайта NPR, заметил, что с одной стороны сеттинг сериала изобилует подробной мифологией, эффектными сценами и фантастическими пейзажами, поэтому он может поспорить с историями самого Толкиена, как и в хорошем, так и в плохом плане. В частности слабым звеном истории по мнению критика стало продвижение морально устаревшей идеи деления всего на «чёрное и белое». Также слабым звеном стали сами персонажи, которые не развиваются и их легко спутать друг с другом. Помимо прочего, зрелище портит бедная, почти мёртвая мимика гельфлингов, как бы кукловоды не старались, аниматроники по мнению критика по-прежнему заставляют зрителя чувствовать, что всё происходящее перед ним — фарс и бутафория.

## Видеоигра
На выставке Electronic Entertainment Expo 2019 было объявлено о выходе видео-игры по мотивам сериала «Эпоха Восстания» под названием The Dark Crystal: Age of Resistance Tactics. Игра разработана студиями BonusXP, издателем выступает En Masse Entertainment. Игра предназначена для Microsoft Windows и macOS, а также для игровых приставок Nintendo Switch, Xbox One и PlayStation 4. Игровой процесс представляет собой ролевую игру и пошаговую головоломку одновременно. Игрок, управляя одним или несколькими персонажами, вступает в сражение с противниками. За один ход игрок может перемещать персонажа по сетке, совершить какое либо действие или ударить противника. Поле сражения представляет собой игровую доску на сеточной основе. Всего в игре доступны около 80 уровней. Вместе с прохождением уровней, в игре доступны сюжетные линии для персонажей, призванные подробнее раскрыть их личность и предысторию. Помимо прочего игра раскрывает новые подробности вселенной «Тёмного кристалла», а сами создатели сериала выступали консультантами при работе над игровым сюжетом.